# Document d'identitat

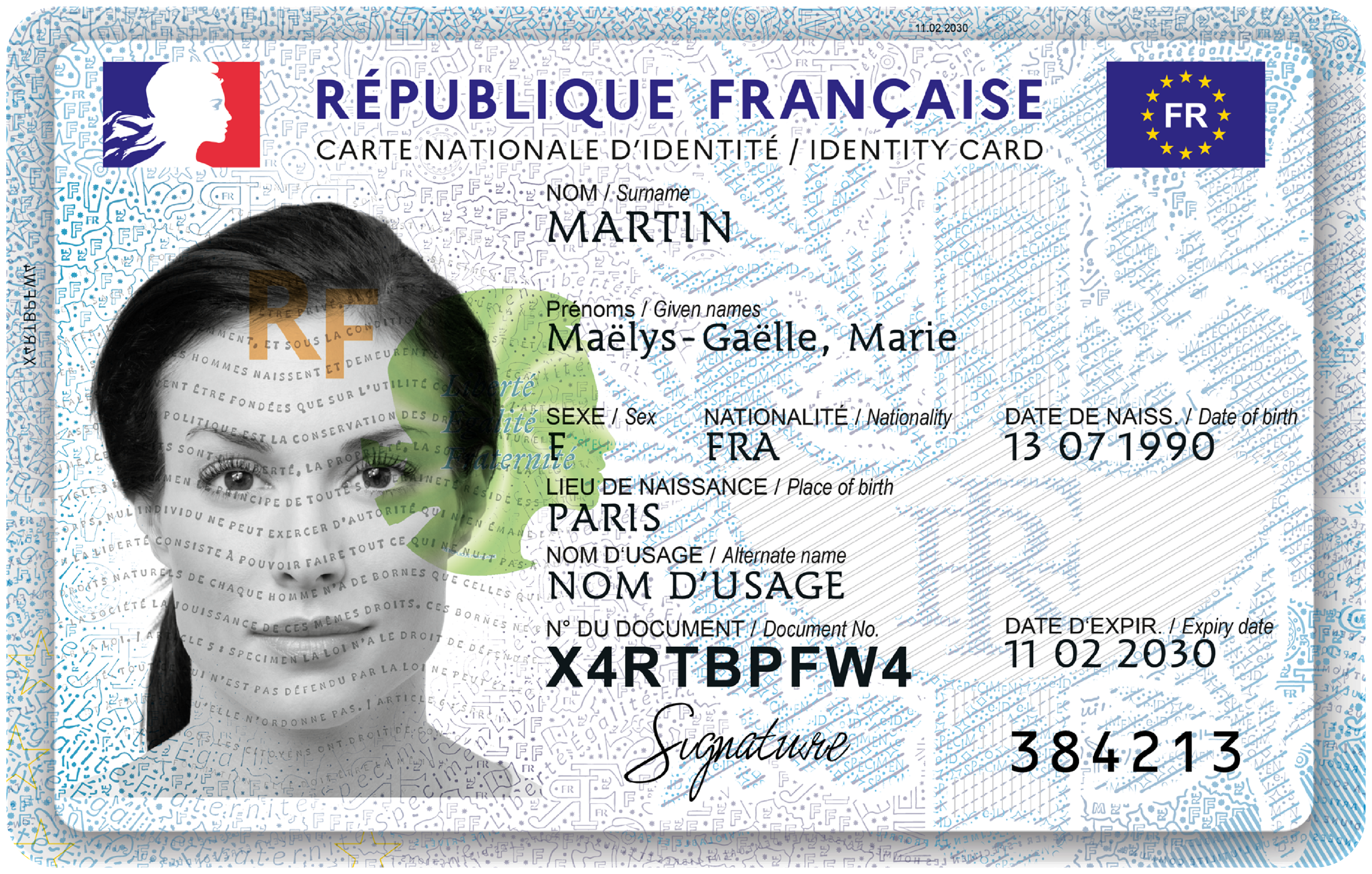
Carnet d'identitat de França

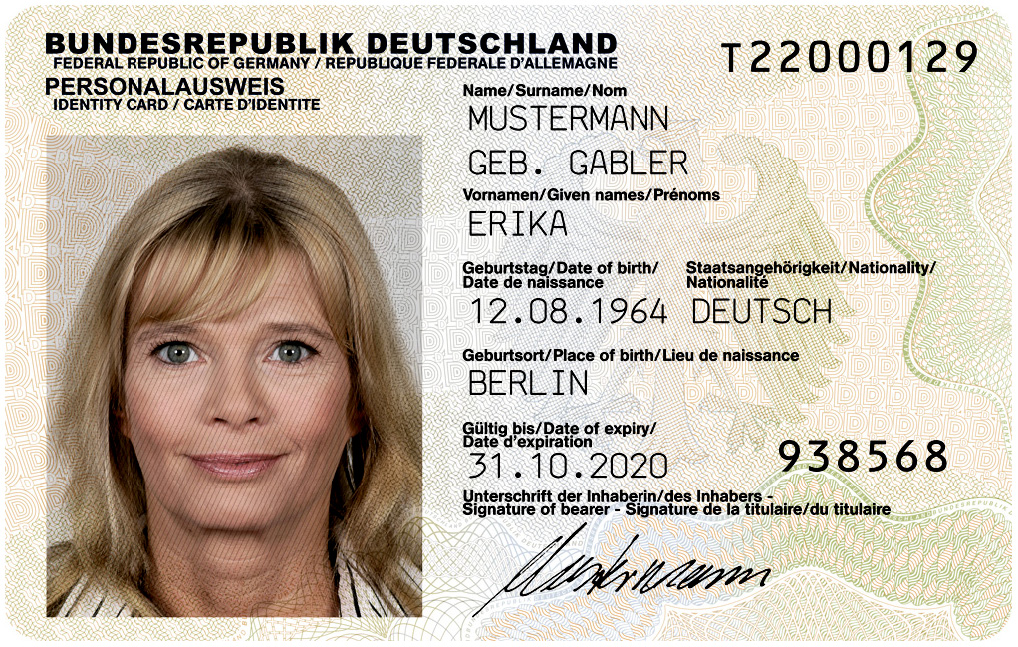
Carnet d'identitat (Personalausweis) d'Alemanya

Un document d'identitat és un carnet emès per una autoritat administrativa competent per identificar de forma personal els ciutadans d'un estat.
No tots els països o estats emeten documents d'identitat. La possessió d'un document d'identitat és obligatòria a la majoria dels hispanoamericans, i menys comú en els que tenen un sistema jurídic basat en el dret anglosaxó.

## Adopció
Les forces de l'ordre afirmen que els carnets d'identitat faciliten la vigilància i la recerca de delinqüents i, per tant, donen suport a l'adopció universal dels carnets d'identitat. Als països que no tenen un carnet d'identitat nacional, hi ha, però, preocupació pels grans costos previstos i l'abús potencial de les targetes intel·ligents d'alta tecnologia.
A molts països, especialment anglosaxons, com Austràlia, Canadà, Irlanda, Nova Zelanda, el Regne Unit i els Estats Units, no hi ha targetes d'identitat obligatòries emeses pel govern per a tots els ciutadans. La targeta de serveis públics d'Irlanda no es considera una targeta d'identitat nacional pel Departament d'Afers d'Ocupació i Protecció Social (DEASP), però molts diuen que de fet s'està convertint en això, i sense debat públic o fins i tot una base legislativa.
Hi ha debat en aquests països sobre si aquestes targetes i la seva base de dades centralitzada constitueixen una vulneració de la privadesa i les llibertats civils. La majoria de les crítiques es dirigeixen a les possibilitats d'un abús extens de bases de dades centralitzades i completes que emmagatzemen dades sensibles. Una enquesta de 2006 a estudiants de la UK Open University va concloure que la targeta d'identitat obligatòria prevista segons la Llei de targetes d'identitat de 2006 juntament amb una base de dades del govern central va generar la resposta més negativa entre diverses configuracions alternatives. Cap dels països esmentats anteriorment exigeix la possessió de documents d'identitat, però tenen equivalents de fet, ja que aquests països encara requereixen una prova d'identitat en moltes situacions. Per exemple, tots els conductors de vehicles han de tenir el carnet de conduir, i els joves poden haver d'utilitzar "carnets de prova d'edat" emesos especialment per comprar alcohol. A més, i únicament entre els països nadius de parla anglesa sense targetes d'identificació, els Estats Units exigeixen que tots els seus residents masculins d'entre 18 i 25 anys, inclosos els estrangers, es registrin per al reclutament militar.

## Arguments

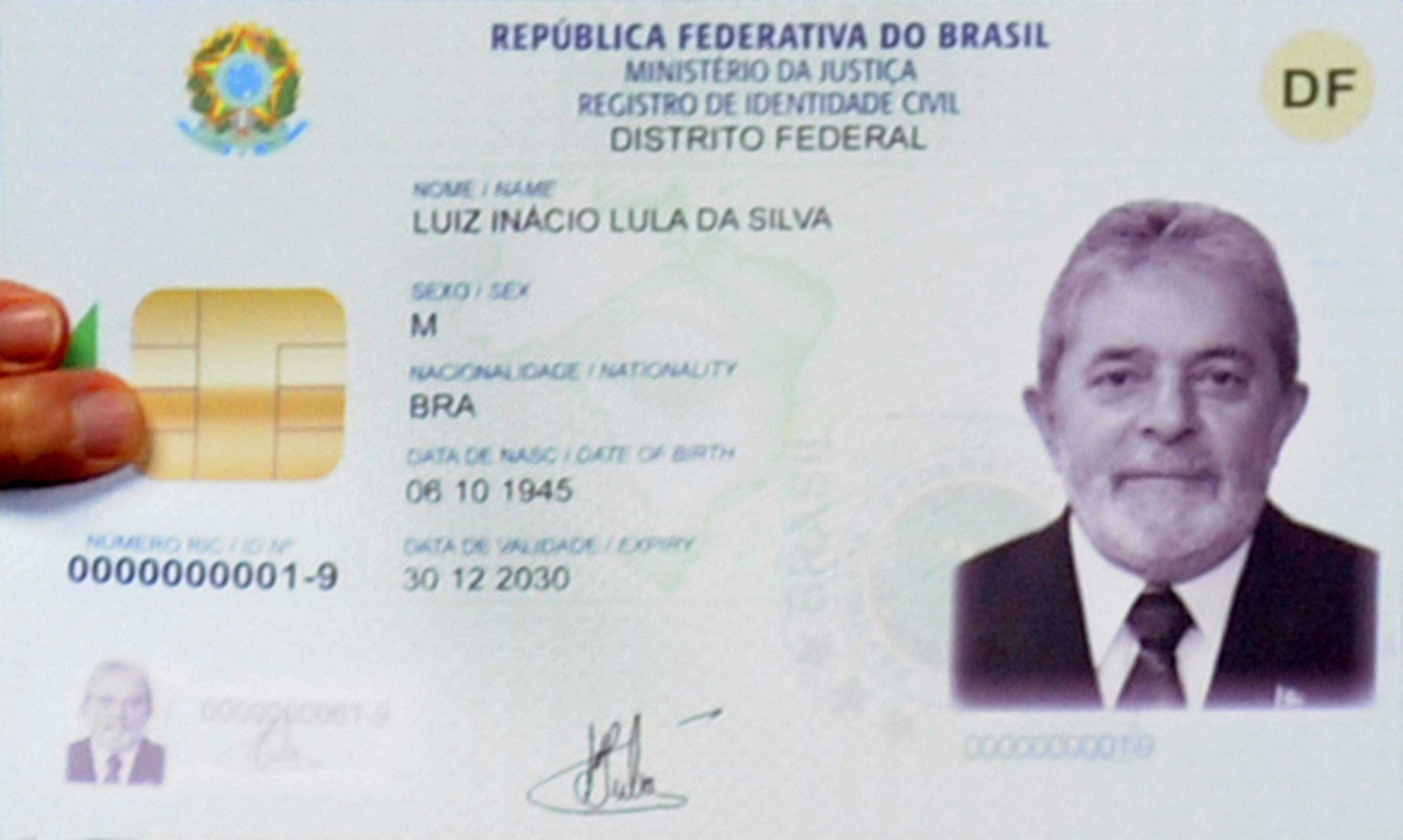
Carnet d'identitat del Brasil.

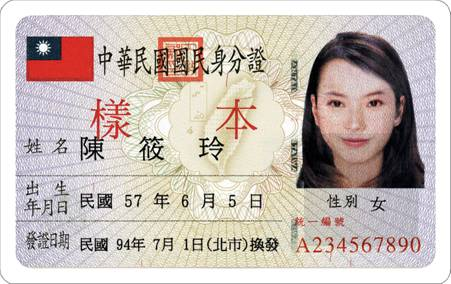
Carnet d'identitat de Taiwan.

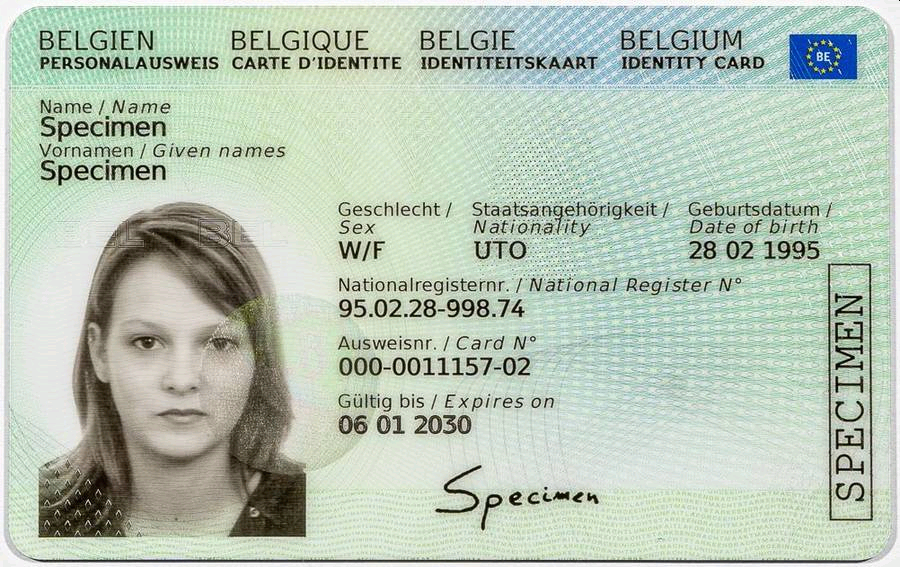
Carnet d'identitat de Bèlgica

### Arguments a favor
Arguments dels documents d'identitat com a tal:
- Per evitar que les persones no coincideixen i per lluitar contra el frau, hi hauria d'haver una manera, el més segura possible, de demostrar la identitat d'una persona.

- Cada ésser humà ja porta la seva pròpia identificació personal en forma d'ADN, que és extremadament difícil de falsificar o descartar (en termes de modificació). Fins i tot per a interaccions comercials i privades no estatals, aquest podria convertir-se en breu en l'identificador preferit, fent que una targeta d'identitat emesa per l'estat sigui un mal menor que els riscos potencialment extensos de privadesa associats amb l'ús quotidià del perfil genètic d'una persona amb finalitats d'identificació.[3][4][5][6][7]

Arguments dels documents nacionals d'identitat:
- Si s'utilitzen només alternatives privades, com ara les targetes d'identificació emeses pels bancs, la manca de coherència inherent a les polítiques d'emissió pot provocar problemes. Per exemple, a Suècia empreses privades com els bancs (invocant raons de seguretat) es van negar a emetre targetes d'identificació a persones sense targeta sueca o passaport suec. Això va obligar el govern a començar a emetre targetes nacionals. També és més difícil controlar l'ús de la informació per part de les empreses privades, com ara quan els emissors de targetes de crèdit o les empreses de xarxes socials estudien el comportament de compra per ajudar a la segmentació de la publicitat.

### Arguments en contra
Arguments en contra dels documents d'identitat com a tal:
- Els costos de desenvolupament i administració d'un sistema de carnet d'identitat poden ser molt elevats. A països com Xile o Espanya, la targeta d'identitat la paga personalment cada persona; en altres països, com França o Veneçuela, el DNI és gratuït.[8][9] Això, però, no revela el cost real de l'emissió de targetes d'identificació, ja que una part addicional pot ser a càrrec dels contribuents en general.

Arguments contra els documents nacionals d'identitat:
- En lloc de confiar en les targetes d'identificació emeses pel govern, la política federal dels EUA té l'alternativa per fomentar la varietat de sistemes d'identificació que ja existeixen, com ara llicències de conduir o d'armes de foc o targetes privades.

Arguments contra l'ús excessiu o abús dels documents d'identitat:
- Les targetes que depenen d'una base de dades centralitzada es poden utilitzar per rastrejar els moviments físics i la vida privada de qualsevol persona, infringint així la llibertat i la privadesa personals. La targeta d'identificació britànica proposada implica una sèrie de bases de dades enllaçades gestionades per empreses del sector privat. Se suposa que la gestió de sistemes vinculats diferents a través d'una sèrie d'institucions i les persones implicades és un potencial desastre de seguretat.[10]

- Si la raça es mostra als documents d'identificació obligatoris, aquesta informació pot donar lloc a un perfil racial.

## El document d'identitat espanyol

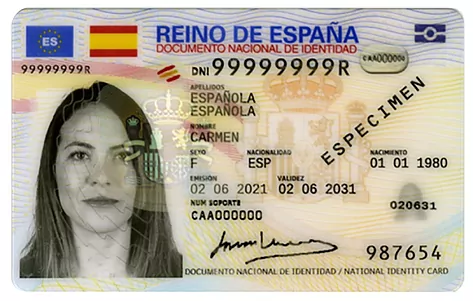
Carnet d'identitat d'Espanya

La denominació habitual és document nacional d'identitat o DNI, o també carnet d'identitat. Es tracta d'una targeta plastificada o de policarbonat on es detalla el nom i cognoms del titular, data de naixença, adreça, progenitors, sexe, adreça de residència, localitat i província de naixement. A més a més, conté una fotografia i un número d'identificació format per vuit xifres més una lletra de control.
És obligatori posseir-lo a partir dels 14 anys, encara que pot sol·licitar-se des dels 3 mesos d'edat. Generalment es denomina número d'identificació fiscal (NIF) a aquesta combinació de nombres i lletra, i DNI només als nombres. El DNI és suficient per a viatjar i inscriure's com a resident en els països membres de la Unió Europea. També serveix per a viatjar a Islàndia, Noruega i Suïssa (signants de Schengen) i altres països europeus com Andorra, Liechtenstein, Mònaco o San Marino.
El DNI s'expedeix en les oficines del Cos Nacional de Policia. Cada oficina d'expedició rep un lot de nombres que va assignant de forma correlativa a la seva petició. Quan aquest lot s'acaba rep un lot nou. Fins als 30 anys, el DNI té validesa per 5 anys. Dels 30 als 70 anys, té validesa per 10 anys, sent permanent a partir dels 70 anys.
Per a obtenir un DNI és necessari tenir la  nacionalitat espanyola. Els estrangers residents legalment a Espanya posseïxen una targeta de característiques similars però en tons blaus, denominada Targeta d'Identitat d'Estranger, on consta un Número d'Identificació d'Estrangers o NIE. És obligatori que tots els residents portin a sobre algun d'aquests documents, o si escau el passaport i en el cas de menors han de figurar en el llibre de família.

### Càlcul de la lletra de control
La lletra del NIF s'obté a partir d'aplicar l'operació aritmètica de mòdul 23 al número del DNI. El resultat és un nombre comprès entre el 0 i el 22 que es correspon a una lletra basant-se en la taula següent: 
| 0 | 1 | 2 | 3 | 4 | 5 | 6 | 7 | 8 | 9 | 10 | 11 | 12 | 13 | 14 | 15 | 16 | 17 | 18 | 19 | 20 | 21 | 22 |
| - | - | - | - | - | - | - | - | - | - | -- | -- | -- | -- | -- | -- | -- | -- | -- | -- | -- | -- | -- |
| T | R | W | A | G | M | Y | F | P | D | X  | B  | N  | J  | Z  | S  | Q  | V  | H  | L  | C  | K  | E  |

Lletres de l'alfabet no utilitzades: I, O, U
Aquest mateix mètode es pot utilitzar per a trobar la lletra del NIE, sense tenir en compte el caràcter inicial ("X", "Y" o "Z") i fent servir 7 dígits.

### DNI electrònic
Al llarg del 2006-2007 s'està implantant l'evolució del DNI tradicional al DNI electrònic (DNIe), que es diferencia del tradicional per un xip que permet garantir la identitat de la persona que porta a terme les gestions i transaccions electròniques que es realitzin amb ell. També permet al ciutadà signar digitalment documents de forma reconeguda.
El desenvolupament del projecte de desplegament ha correspost a Indra, Telefónica, Safelayer i Software AG en una fase inicial, després del concurs convocat per la Direcció general de Patrimoni de l'Estat. El desenvolupament del projecte tècnic del DNI electrònic ha suposat una inversió de 23,1 milions d'euros, quantitat cofinançada pels ministeris d'Indústria (11,4 milions) i d'Interior (11,6 milions). Al començament de 2006 va obrir la primera oficina pilot d'expedició del DNI electrònic en Burgos, mentre que la implantació a nivell nacional es realitzarà de manera escalonada fins a 2008.
Les raons per implantar el DNI electrònic a Espanya es basen en el canvi de context tecnològic i social dels últims anys. D'una banda, l'arribada de la Societat de la Informació i la generalització de l'ús d'Internet, i de l'altra, el control sobre les persones en el marc de l'autodenominada guerra contra el terrorisme.
Les noves funcions del DNI electrònic són:
- Acreditar electrònicament i de forma indubtable la identitat de la persona.
- Signar digitalment documents electrònics, atorgant-los una validesa jurídica equivalent a la qual els proporciona la signatura manuscrita.

La principal característica dels nous DNIe serà la incorporació d'un microxip, que podrà emmagatzemar i processar informació. Per a poder incorporar aquest xip, el Document Nacional d'Identitat canvia el seu suport tradicional (cartolina plastificada) per una targeta de material plàstic, dotada de noves i majors mesures de seguretat.
A mesura que s'implanti el nou DNIe, està previst utilitzar-lo per a:
- Realitzar transaccions segures a través d'Internet (entitats bancàries, compres).
- Reconeixement digital en les converses per Internet.
- Fer tràmits complets amb les Administracions Públiques via Internet.
- Accedir al lloc de treball.

## El document d’identitat argentí

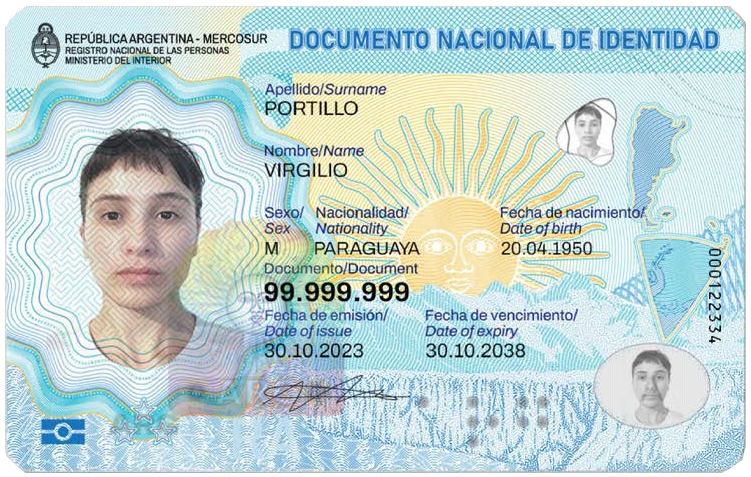
Exemple del nou DNI argentí.

El document d’identitat argentí, castellà: Documento Nacional de Identidad es, o simplement DNI (sigla de Document Nacional d’Identitat), és el principal document d’identitat per als ciutadans argentins, així com per als residents temporals o permanents (estrangers amb DNI). Es lliura en el moment del naixement i s’ha d’actualitzar als 8 i 14 anys, i posteriorment cada 15 anys. Té el format de targeta (DNI targeta) i és necessari per a votar, fer pagaments (fins a 2024), inscripcions al servei militar i altres tràmits formals. És emès pel Registre Nacional de les Persones (RENAPER), en una planta especial situada al barri de Parque Patricios, ciutat de Buenos Aires.
Al davant de la targeta hi figuren, en espanyol i anglès, el nom, el sexe, la nacionalitat, l’exemplar, la data de naixement, la data d’emissió i caducitat, el número de transacció, el número de DNI, la fotografia i la signatura del titular. El dors mostra l’adreça del titular (i abans també incloïa l’empremta del polze dret). Tant al davant com al darrere hi ha un codi Data Matrix i informació llegible per màquina. El número de DNI també es troba semiperforat al costat dret de la targeta. Les versions biomètriques inclouen suport en braille.
El DNI és vàlid com a document de viatge per entrar als països membres del Mercosur (Bolívia, Brasil, Paraguai i Uruguai) i als països associats (Xile, Colòmbia, Equador i Perú; amb excepció de Guyana, Surinam i Panamà).

### Document argentí per a estrangers (actualment en desús)
El document d’identitat per a estrangers (castellà: DNI para Extranjeros) era un document emès per a persones no argentines residents a l’Argentina.
Abans de l’"exemplar celeste" (DNI llibreta blava), els DNI per a estrangers tenien colors diferents i la inscripció "EXTRANJERO" (ESTRANGER) amb el mateix format que la llibreta verda per a nacionals. Al vell DNI prebiomètric, figurava la paraula "EXTRANJERO" en vermell, però va ser eliminada l’any 2021, i des de 2022 ja no s’inclou. Actualment, els DNI per a estrangers són pràcticament iguals als dels ciutadans argentins. Tot i així, encara s’utilitza el terme "DNI per a estrangers". A l’Argentina, només cal saber on es troben i mostrar-lo a la policia dins un termini raonable, si es demana.

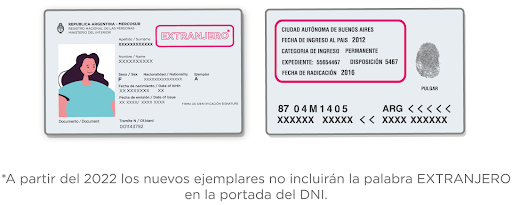
Des de 2022 els nous exemplars del DNI ja no presenten diferències entre ciutadans i estrangers.

## Curiositats
- Com a curiositat es pot comentar que a Espanya el DNI nº 1 va ser assignat a Francisco Franco i que els números del 10 al 99 estan reservats als membres de la Família Reial: el 10 per a Joan Carles I d'Espanya, l'11 per a Sofia de Grècia i el 15 per a Felip de Borbó i Grècia. El número 13 va ser exclòs per raons de superstició.[23]
- Diverses poblacions catalanes celebren dins dels seus programes de festes majors concursos de llançament del carnet d'identitat. El rècord actual es troba en mans de Marcel Peris, de Bescanó, qui va aconseguir una distància de 38 metres, superant l'antiga marca de 28 metres assolida el 2013 a Tavèrnoles.[24] A La Garriga també es va celebrar una prova similar.